# NGC 6228
NGC 6228 este o galaxie situată în constelația Hercule. A fost descoperită în 28 iunie 1864 de către Albert Marth. Se află la o distanță de 165,96 de megaparseci de Pământ.